# 麦克明维尔不明飞行物照片
45°06′02.6″N 123°20′03.8″W / 45.100722°N 123.334389°W

一张于麦克明维尔附近拍摄到的不明飞行物照片。

麦克明维尔不明飞行物照片（英語：McMinnville UFO photographs），是指1950年由居住在美國俄勒冈州麥克明維爾附近的特伦特夫妇拍摄的UFO照片。这些照片后来被《生活》杂志和全国各地的报纸刊登转载，所以经常被认为是有史以来最著名的UFO照片之一。 不明飞行物质疑者认为这些照片完全是一个彻彻底底的骗局，但许多幽浮学支持者认为这些照片是极少能清晰反映出UFO三维轮廓的真实照片。

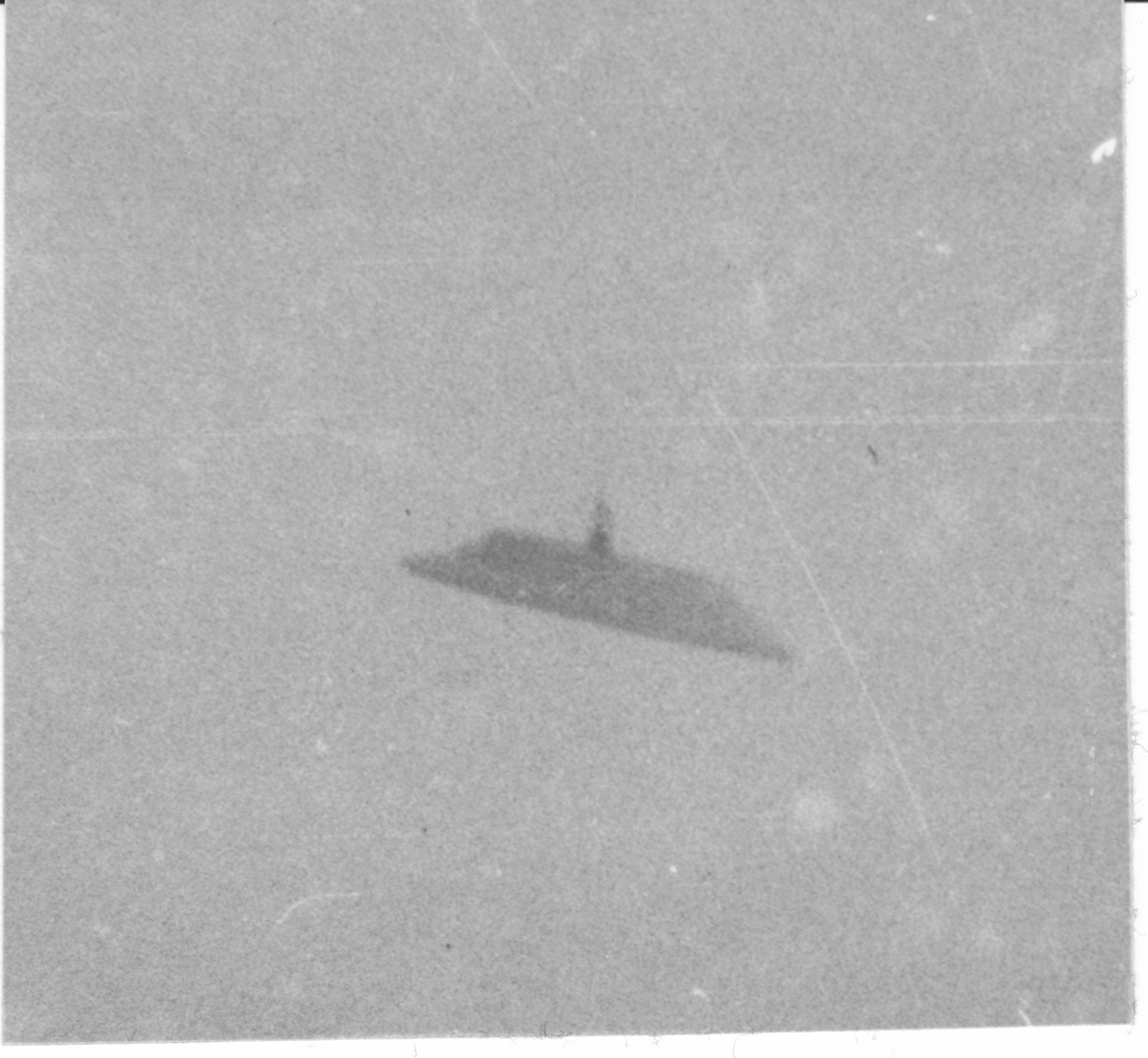
第二张经过放大后的不明飞行物照片。

虽然这些照片被媒体和人们称为“麦克明维尔UFO照片”，但拍摄到照片的特伦特夫妇的农场实际上位于俄勒冈州谢里登市郊外，距离麦克明维尔西南约9英里(15公里) 。根据天文学家威廉·肯尼斯·哈特曼对此事件的描述称：”在1950年5月11日晚上7:30，伊夫林 · 特伦特在喂完笼中的兔子后正返回她的农舍。在到达房子之前，她注意到一个缓慢移动的金属圆盘状物体从东北方向朝她所在的方向移动。 她赶紧朝在房内的丈夫保罗大叫，保罗称为在离开房子的时候，他也立即注意到了那个飞行物体。在观察了这个物体一段时间之后，保罗回到家里去拿相机，他说他设法在这个物体向西飞离之前拍了两张照片。保罗 · 特伦特的父亲也声称，在物体飞走之前，他也曾短暂地观察过这个物体。”
哈特曼对这一事件的描述可以追溯到特伦特夫妇接受KMCM（后来的KLYC）电台主持人卢·吉列特的采访，并在1950年6月10日被《俄勒冈人报》上引用。然而，在两天前的1950年6月8日，特伦特夫妇向当地的《麦克明维尔时报》提供了一份略有不同的故事版本。在那个版本中，伊夫林 · 特伦特称：“我和丈夫两人在后院同时看到了那个飞行物体。 对，还有照相机！保罗当时以为它在车里，但我说相机明明放在房间里的，而且当时那个相机里面还装满了柯达胶卷......”

## 初期发布
由于照相机里的胶卷在现场并没有完全用完，所以特伦特夫妇并没有立即冲洗胶卷。直到1950年5月14日星期日母亲节在拍摄家庭照片时，夫妇才将拍完的胶卷全部冲洗出来。
在1997年的一次采访中，特伦特夫妇声称他们最初以为拍摄的物体是一架秘密军用飞行器，并担心“照片可能会给他们带来不必要的麻烦”。当保罗向一位当地银行家弗兰克•沃特曼提到自己看到的景象和照片时，这位银行家感到非常好奇和感兴趣，于是在麦克明维尔的银行窗口展示了这些照片。
不久之后，当地报纸记者比尔 · 鲍威尔说服特伦特先生把底片借给他。鲍威尔检查了底片，没有发现任何表明它们被篡改或伪造的证据。1950年6月8日，鲍威尔关于这一事件的报道连同这两张照片一起登上了《麦克明维尔时报》的头版。标题为：“终于拍到了真实飞碟的照片？”。
这些报道和照片随后被国际新闻服务社采用，并被发表到全国各地的其他报纸上，从而让照片得到了广泛的曝光。1950年6月26日，《生活》杂志刊登了这些照片的裁剪版本以及特伦特相机里底片拍摄冲洗出来的照片。 由于《生活》杂志承诺在刊登照片后会将底片会归还给特伦特夫妇，然而，底片并没有被归还。《生活》杂志告诉特伦特夫妇，他们把底片放错地方而不幸“丢失”了。

## 康登委员会调查
1967年，特伦特照片的底片在与国际新闻社合并后建立的合众国际社的档案中被发现。这些底片后来被借给了天文学家威廉·肯尼斯·哈特曼博士，他也是政府资助的总部设在科罗拉多大学博尔德分校的UFO研究项目“康登委员会”的调查员。 特伦特夫妇在当时并没有立即被告知他们“丢失”的底片被找到了。哈特曼采访了特伦特一家，他们的真诚给哈特曼留下了很深刻的印象。特伦特夫妇从来没有为他们的照片索要过任何钱，他也找不到任何证据表明他们想从这件事情上面得到什么利益。
在哈特曼写信给纽约康顿委员会的分析中提到：“这是为数不多的UFO目击报告之一，其中对几何、心理和物理因素的调查似乎断言这可能是一个“非同凡响”的人造银色金属圆盘形飞行物体，这个物体直径数十米并成功被两个目击者所发现。”
得出以上结论的一个原因是哈特曼对照片进行了光度分析。哈特曼注意到，这个物体的底部亮度似乎比照片中看到的左下油箱底部亮度要轻。这可能是由于受到大气消光和散射的影响，同样的影响使遥远的山脉看起来“被冲印”成了蓝色。这种效果表明，物体离摄像机的距离较远，体型则可能小于坦克。”
然而，哈特曼也指出了这些图像是人工后期制作的可能性。他指出: “如照片中呈现出来的那样，这个飞行物体出现在一对金属钢丝的下方。因此，我们完全可以质疑，它是否可能是一个悬挂在其中一根电线上的模型。这种论证是从观察到该物体出现在两张照片中大致相同的位置下而得到了一定说服力，尽管两张照片找的飞行物是从两个位置拍摄的。这些论证和猜测并不排除照片造假的可能性，即被拍摄对象可能是一个小型模型，被线悬挂在附近的钢丝线上。”
哈特曼还注意到一个矛盾之处，这个矛盾之处后来成为质疑者反对的主要理由。他注意到这张照片的整体光线与日落前后的预期光线一致，但他指出：“这里面存在一个矛盾的事实，即UFO、电线杆、左下可能是车库的建筑、还有远处的房屋（远处谷仓的左边）和山脉的光线是从右边往东边照射过去的。尤其是这栋房子，屋顶下似乎还有一个阴影，这让让人联想到白天拍摄的照片，再加上向东的光线，人们完全有理由判断并认为这些照片是在一个阳光明媚但处于光线阴暗的时候拍摄到的照片，比如上午10点。”
在哈特曼结束他的调查后，他将底片归还给合众国际社并通知了特伦特夫妇。1970年，特伦特夫妇向《麦克明维尔时报》的编辑菲利普 · 布拉丁索要底片，特伦特夫妇指出，他们从来没有靠这些底片得到过任何报酬，因此才想要回这些底片。菲利普 · 布拉丁要求合众国际社归还底片，合众国际社立马也同意并照做了。然而，出于某种原因，菲利普 · 布拉丁并没有告诉特伦特夫妇底片已经归还给他们了。

## 麦卡比分析
1975年，美国海军光学物理学家、不明飞行物研究者布鲁斯·麦卡比在《麦克明维尔时报》的文件中发现了这些底片。 在完成了他对照片的分析研究之后，他将原始底片最终归还给了特伦特夫妇。
麦卡比分析了这些照片并得出结论，这些照片完全不是后期虚构的，而是彻彻底底在特伦特农场上空出现了一个“真实却存在物理体积”的飞行物体。他的大部分分析是基于类似于哈特曼所做的光度分析的密度测量。麦卡比认为，物体下面的亮度表明它距离相机的确有一定距离，体积也不是一个较小物体。
麦卡比对比了哈特曼在1967年6月参观现场时准备的一张图像和照片中各种物体的位置。基于这一点他认为，两张照片中飞行物体和电线保持了一段距离，这进一步证明这可能不是一个悬挂在电线上的小模型。麦卡比说，他对该照片的分析没有发现任何关于是由“绳子线丝将物体挂在电线”上的证据。
对于照片中物体上的阴影证明它们是在早上而不是像特伦特夫妇声称的那样是在傍晚拍摄的质疑论点，麦卡比认为在目击当晚麦克明维尔地区的云层状况可能导致了车库上的阴影变化。 2013年，IPACO对照片分析得出结论，这张照片是一场骗局。麦卡比回应称：“关于他们所做的摄影测量分析，我仍然坚持我的分析论据，我能够证明飞行物体和电线保持了一段距离，但当时他们并没有反驳我这一点。”

## 骗局揭穿和研究报告

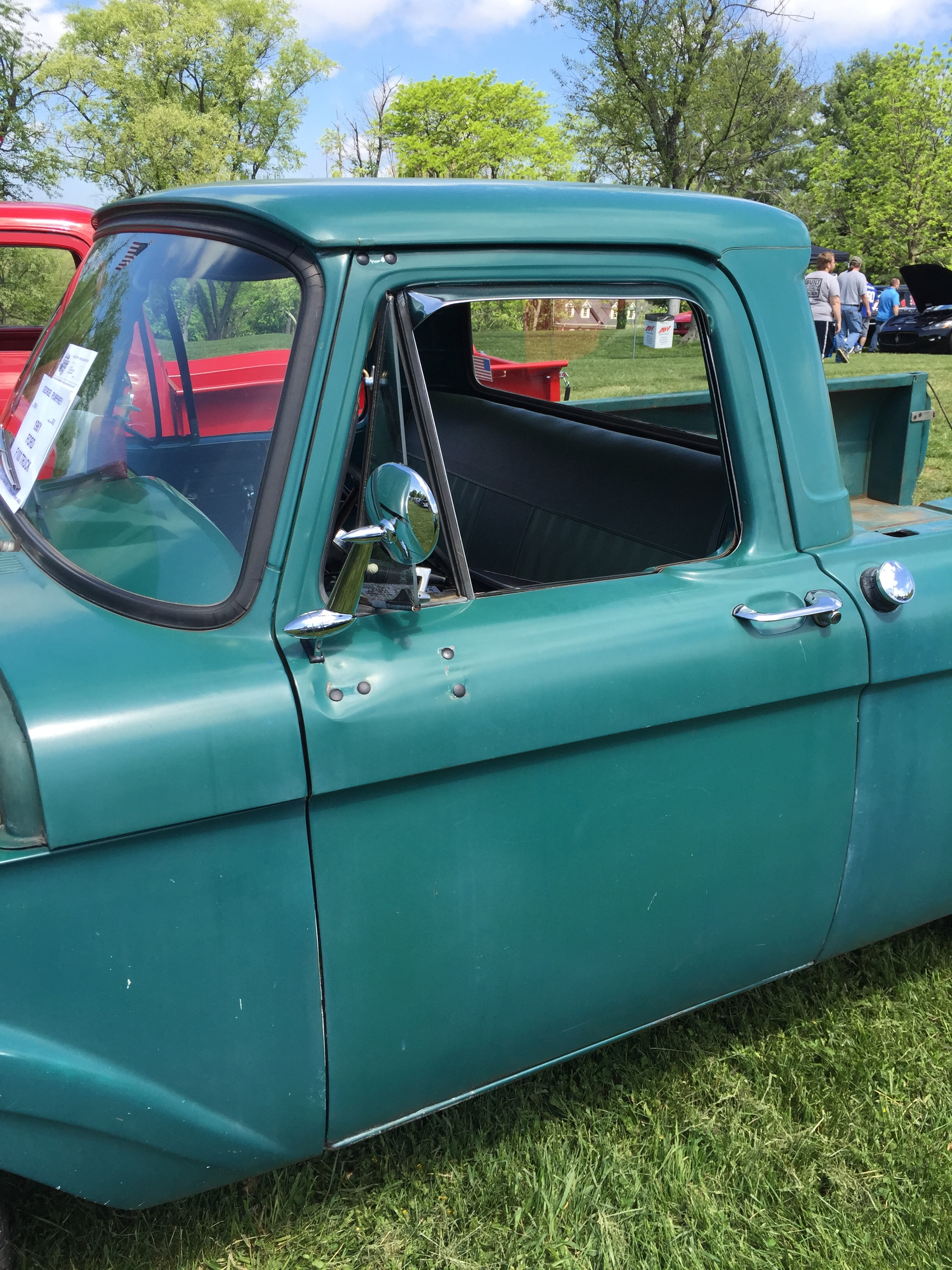
这款1961年产的福特F-100型后视镜与UFO照片中的物体有很强的相似性。请注意安装螺钉位置区域的轻微偏移，这与照片中飞行物上类似的“天线”偏移细节一样。此类的后视镜已经被福特该车型使用了几十年。

20世纪80年代，著名的UFO怀疑论者菲利普 · J · 克拉斯和罗伯特 · 谢弗阐述了他们认为此照片是伪造的观点，并认为此事件完全是一个彻彻底底的骗局。
他们的主要论点则是照片左侧车库的阴影来判断证明，照片是在早晨而不是像特伦特夫妇所说的在傍晚拍摄的。克拉斯和谢弗认为，特伦特夫妇显然对照片拍摄的时间撒了谎，他们的整个故事就显得非常可疑。 他们还声称，特伦特夫妇在他们所谓的目击事件之前就已经对UFO表现出了兴趣。
此外他们对照片的分析表明，这个被拍摄的物体其实体积很小，很有可能就是悬挂在电线上方的模型。他们还认为，该物体可能是一辆汽车的后视镜。 这个物体的形状非常类似于福特汽车上使用了几十年的圆形后视镜，而且在当时大多数汽车都装有类似的后视镜。
克拉斯还声称在特伦特夫妇关于目击事件的说法中发现了一些矛盾之处，并指出他们对这一事件的说法随着时间的推移而作出了些许改变。他的结论是，这件事完全是由特伦特夫妇捏造的。
在谢弗把他的研究和结论发给威廉·肯尼斯·哈特曼博士之后，哈特曼撤回了他之前报告给康顿委员会的对此事件的正面评价。
2013年4月，IPACO的三名研究人员在他们的网站上发表了两项研究报告，题为“再看麦克明维尔UFO照片”和“关于悬挂线索的证据” 他们认为，这些照片的几何形状符合一个小模型，模型的底部是中空的，然后悬挂在电线上面，他们探测到物体上方有一根线。他们的结论是，“这项研究的明确结果是麦克明维尔不明飞行物完全是一个悬挂在线上的模型。”

## 后续
麦克明维尔的UFO照片仍然是不明飞行物历史上最广为人知的照片之一。 持怀疑态度的人仍然坚称这两张照片完全是骗局。但幽浮学家争辩说，特伦特夫妇所拍摄的不明飞行物照片完全且真实的展现了一个UFO，这是证明UFO最为可信的证据。而且特伦特夫妇一直都是朴实的农民，他们从来没有试图从这些照片中获取利益或扩大名声。伊芙琳 · 特伦特于1997年去世后，保罗 · 特伦特也在1998年相继离世，两人直到生命的最后一刻都坚持照片是完全真实的。 围绕特伦特夫妇拍摄的UFO照片的风波而组织的一年一度的“UFO节”在麦克明维尔建立起来，它现在是太平洋西北地区最大的UFO节日型集会，也是继在新墨西哥州罗斯维尔举行的全国第二大UFO节。